# 492 Gismonda
492 Gismonda è un asteroide della fascia principale del diametro medio di circa 51,69 km. Scoperto nel 1902, presenta un'orbita caratterizzata da un semiasse maggiore pari a 3,1193587 UA e da un'eccentricità di 0,1702306, inclinata di 1,62418° rispetto all'eclittica.
Il suo nome è dedicato a Ghismunda, figlia di Tancredi di Salerno, protagonista della prima novella della quarta giornata del Decameron di Giovanni Boccaccio.